# Androni Giocattoli-Venezuela/Saison 2012
Dieser Artikel listet Erfolge und Fahrer des Radsportteams Androni Giocattoli-Venezuela in der Saison 2012 auf.

## Erfolge in der UCI WorldTour
In der Saison 2012 gelangen dem Team nachstehende Erfolge in der UCI WorldTour.
| Datum   | Rennen                   | Sieger               |
| ------- | ------------------------ | -------------------- |
| 11. Mai | 6. Etappe Giro d’Italia  | Miguel Ángel Rubiano |
| 16. Mai | 11. Etappe Giro d’Italia | Roberto Ferrari      |

## Erfolge in der UCI America Tour
In der Saison 2012 gelangen dem Team nachstehende Erfolge in der UCI America Tour.
| Datum       | Rennen                                          | Kat. | Fahrer            |
| ----------- | ----------------------------------------------- | ---- | ----------------- |
| 23. Juni    | Venezolanische Meisterschaft – Einzelzeitfahren | CN   | Tomás Gil         |
| 24. Juni    | Venezolanische Meisterschaft – Straßenrennen    | CN   | Miguel Ubeto      |
| 10. Juli    | 5. Etappe Vuelta a Venezuela                    | 2.2  | Jackson Rodríguez |
| 6.–15. Juli | Gesamtwertung Vuelta a Venezuela                | 2.2  | Miguel Ubeto      |

## Erfolge in der UCI Asia Tour
In der Saison 2012 gelangen dem Team nachstehende Erfolge in der UCI Asia Tour.
| Datum                 | Rennen                         | Kat. | Fahrer          |
| --------------------- | ------------------------------ | ---- | --------------- |
| 28. Februar           | 5. Etappe Tour de Langkawi     | 2.HC | José Serpa      |
| 29. Februar           | 6. Etappe Tour de Langkawi     | 2.HC | José Serpa      |
| 24. Februar – 4. März | Gesamtwertung Tour de Langkawi | 2.HC | José Serpa      |
| 14. März              | 5. Etappe Tour de Taiwan       | 2.1  | Roberto Ferrari |

## Erfolge in der UCI Europe Tour
In der Saison 2012 gelangen dem Team nachstehende Erfolge in der UCI Europe Tour.
| Datum         | Rennen                                     | Kat. | Fahrer            |
| ------------- | ------------------------------------------ | ---- | ----------------- |
| 30. März      | Route Adélie de Vitré                      | 1.1  | Roberto Ferrari   |
| 1. April      | Flèche d’Emeraude                          | 1.1  | Roberto Ferrari   |
| 15. April     | Giro dell’Appennino                        | 1.1  | Fabio Felline     |
| 23. Juni      | Italienische Meisterschaft – Straßenrennen | CN   | Franco Pellizotti |
| 17. August    | Coppa Agostoni                             | 1.1  | Emanuele Sella    |
| 15. September | Memorial Marco Pantani                     | 1.1  | Fabio Felline     |
| 16. September | Gran Premio Industria & Commercio di Prato | 1.1  | Emanuele Sella    |

## Zugänge – Abgänge
| Zugänge                       | Team 2011                  | Abgänge                    | Team 2012      |
| ----------------------------- | -------------------------- | -------------------------- | -------------- |
| Fabio Felline                 | Geox-TMC                   | Ángel Vicioso              | Katusha Team   |
| Miguel Ángel Rubiano          | D’Angelo & Antenucci-Nippo | Francesco Ginanni          | Acqua & Sapone |
| Salvatore Mancuso             | ISD-Neri (2010)            | Luca Barla                 | Team Idea      |
| Tomás Gil                     | Neoprofi                   | Luca Solari                | Unbekannt      |
| Francisco Javier Moreno       | Neoprofi                   | José Rujano (bis 31. Juli) | Unbekannt      |
| Antonio Parrinello            | Neoprofi                   |                            |                |
| Miguel Ubeto                  | Neoprofi                   |                            |                |
| Franco Pellizotti (ab 9. Mai) | Dopingsperre               |                            |                |

## Mannschaft
| Name                    | Geburtstag          | Nationalität |              |
| ----------------------- | ------------------- | ------------ | ------------ |
| Omar Bertazzo           | 7. Januar 1989      | Italien      |              |
| Alessandro Bertolini    | 27. Juli 1971       | Italien      |              |
| Riccardo Chiarini       | 20. Februar 1984    | Italien      |              |
| Alessandro De Marchi    | 19. Mai 1986        | Italien      |              |
| Giairo Ermeti           | 7. April 1981       | Italien      |              |
| Fabio Felline           | 29. März 1990       | Italien      |              |
| Roberto Ferrari         | 9. März 1983        | Italien      |              |
| Tomás Gil               | 23. Mai 1977        | Venezuela    |              |
| Salvatore Mancuso       | 5. Februar 1986     | Italien      |              |
| Jonathan Monsalve       | 28. Juni 1989       | Venezuela    |              |
| Francisco Javier Moreno | 10. April 1989      | Spanien      |              |
| Carlos Ochoa            | 14. Dezember 1980   | Venezuela    |              |
| Antonio Parrinello      | 2. Oktober 1988     | Italien      |              |
| Franco Pellizotti       | 15. Januar 1978     | Italien      |              |
| Jackson Rodríguez       | 25. Februar 1985    | Venezuela    |              |
| Miguel Ángel Rubiano    | 3. Oktober 1984     | Kolumbien    |              |
| José Rujano             | 18. Februar 1982    | Venezuela    |              |
| Antonio Santoro         | 13. September 1989  | Italien      |              |
| Emanuele Sella          | 9. Januar 1981      | Italien      |              |
| José Serpa              | 17. April 1979      | Kolumbien    |              |
| Miguel Ubeto            | 2. September 1976   | Venezuela    |              |
| Stagiaires              | Stagiaires          | Nationalität | Nationalität |
| Jonathon Perdiguero     | Jonathon Perdiguero | Spanien      |              |
| Albert Torres           | Albert Torres       | Spanien      |              |